# Endlichhofen
Endlichhofen is een plaats in de Duitse deelstaat Rijnland-Palts, en maakt deel uit van de Rhein-Lahn-Kreis.
Endlichhofen telt 157 inwoners.

## Bestuur
De plaats is een Ortsgemeinde en maakt deel uit van de Verbandsgemeinde Nastätten.
Allendorf · Altendiez · Arzbach · Attenhausen · Auel · Aull · Bad Ems · Balduinstein · Becheln · Berg · Berghausen · Berndroth · Bettendorf · Biebrich · Birlenbach · Bogel · Bornich · Braubach · Bremberg · Buch · Burgschwalbach · Charlottenberg · Cramberg · Dachsenhausen · Dahlheim · Dausenau · Dessighofen · Dienethal · Diethardt · Diez · Dörnberg · Dornholzhausen · Dörscheid · Dörsdorf · Ebertshausen · Ehr · Eisighofen · Endlichhofen · Eppenrod · Ergeshausen · Eschbach · Fachbach · Filsen · Flacht · Frücht · Geilnau · Geisig · Gemmerich · Gückingen · Gutenacker · Hahnstätten · Hainau · Hambach · Heistenbach · Herold · Himmighofen · Hirschberg · Holzappel · Holzhausen an der Haide · Holzheim · Hömberg · Horhausen · Hunzel · Isselbach · Kaltenholzhausen · Kamp-Bornhofen · Kasdorf · Katzenelnbogen · Kaub · Kehlbach · Kemmenau · Kestert · Klingelbach · Kördorf · Lahnstein · Langenscheid · Laurenburg · Lautert · Lierschied · Lipporn · Lohrheim · Lollschied · Lykershausen · Marienfels · Miehlen · Miellen · Misselberg · Mittelfischbach · Mudershausen · Nassau · Nastätten · Netzbach · Niederbachheim · Niederneisen · Niedertiefenbach · Niederwallmenach · Nievern · Nochern · Oberbachheim · Oberfischbach · Oberneisen · Obernhof · Obertiefenbach · Oberwallmenach · Oberwies · Oelsberg · Osterspai · Patersberg · Pohl · Prath · Reckenroth · Reichenberg · Reitzenhain · Rettershain · Rettert · Roth · Ruppertshofen · Sankt Goarshausen · Sauerthal · Scheidt · Schiesheim · Schönborn · Schweighausen · Seelbach · Singhofen · Steinsberg · Strüth · Sulzbach · Wasenbach · Weidenbach · Weinähr · Weisel · Welterod · Weyer · Winden · Winterwerb · Zimmerschied